# 에밀리 캠벨
에밀리 캠벨(영어: Emily Campbell, 1994년 5월 6일~)은 영국의 역도 선수이다. 2020년 하계 올림픽에서 여자 슈버헤비급 은메달을 획득했고 2024년 하계 올림픽 여자 슈퍼헤비급에서 동메달을 획득했다. 또한 세계 선수권 대회에서 은메달 1개, 동메달 1개를 획득했다.